# سيرو جيرا
سيرو جيرا (بالإسبانية: Ciro Guerra) (و. 1981  م) هو مخرج أفلام، وكاتب سيناريو كولومبي.

## التعليم
تعلم في جامعة كولومبيا الوطنية.

## وصلات خارجية
- سيرو جيرا على موقع IMDb (الإنجليزية)
- سيرو جيرا على موقع قاعدة بيانات الأفلام العربية
- سيرو جيرا على موقع ألو سيني (الفرنسية)
- سيرو جيرا على موقع أول موفي (الإنجليزية)
- سيرو جيرا على موقع قاعدة بيانات الأفلام السويدية (السويدية)
- سيرو جيرا على موقع قاعدة بيانات الفيلم (الإنجليزية)
- سيرو جيرا على موقع كينوبويسك (الروسية)